# Виборчий округ 36
Виборчий округ 36 — виборчий округ в Дніпропетровській області. В сучасному вигляді був утворений 28 квітня 2012 постановою ЦВК №82 (до цього моменту існувала інша система виборчих округів). Окружна виборча комісія цього округу розташовується в будівлі Павлоградської районної ради за адресою м. Павлоград, вул. Центральна, 98.
До складу округу входять міста Павлоград, Першотравенськ і Тернівка, а також Павлоградський район. Виборчий округ 36 межує з округом 39 на півдні, з округом 38 на півночі та з округом 178 на сході. Виборчий округ №36 складається з виборчих дільниць під номерами 120351-120377, 120853-120897, 120899-120901, 120903, 120905-120916, 120936-120947 та 121783.

## Народні депутати від округу
| Ім'я                             | Фото | Партія          | Скликання | Дата набуття повноважень | Дата припинення повноважень |
| -------------------------------- | ---- | --------------- | --------- | ------------------------ | --------------------------- |
| Мартовицький Артур Володимирович |      | Партія регіонів | 7-ме      | 12 грудня 2012           | 27 листопада 2014           |
| Мартовицький Артур Володимирович |      | самовисуванець  | 8-ме      | 27 листопада 2014        | 29 серпня 2019              |
| Каптєлов Роман Володимирович     |      | Слуга народу    | 9-те      | 29 серпня 2019           |                             |

## Результати виборів

### Парламентські

#### 2019
Кандидати-мажоритарники:
- Каптєлов Роман Володимирович (Слуга народу)
- Мартовицький Артур Володимирович (самовисування)
- Сторожук Сергій Миколайович (самовисування)
- Дегтярьов Олександр Михайлович (самовисування)
- Борисенко Олексій Володимирович (самовисування)
- Іскендеров Іскендер Расул Огли (самовисування)
- Карнета Павло Анатолійович (Європейська Солідарність)
- Акімов Олексій Іванович (самовисування)
- Марченко Юрій Олексійович (самовисування)
- Козирєва Вікторія Вікторівна (самовисування)
- Юрченко Юлія Анатоліївна (самовисування)
- Громаков Михайло Вадимович (самовисування)
- Сміюха Олексій Сергійович (самовисування)
- Миндришора Оксана Дмитрівна (Сила людей)

#### 2014
Кандидати-мажоритарники:
- Мартовицький Артур Володимирович (самовисування)
- Метелиця Іван Сергійович (самовисування)
- Бондаренко Андрій Євгенович (Свобода)
- Дацько Тетяна Федорівна (самовисування)
- Анікєєв Володимир Ілліч (Радикальна партія)
- Савченко Петро Терентійович (Народний фронт)
- Косоног Павло Павлович (самовисування)
- Щербаков Геннадій Лаврентійович (самовисування)
- Стовба Микола Іванович (Заступ)
- Пасічник Сергій Михайлович (самовисування)
- Норенко Ірина Миколаївна (самовисування)
- Соболь Олександр Іванович (самовисування)

#### 2012
Кандидати-мажоритарники:
- Мартовицький Артур Володимирович (Партія регіонів)
- Кузьміна Євгенія Олександрівна (Батьківщина)
- Мочалін Олексій Олександрович (Комуністична партія України)
- Ткаченко Євгеній Леонідович (УДАР)
- Анікєєв Володимир Ілліч (Союз)
- Громакова Раїса Миколаївна (Громада)
- Чумак Геннадій Іванович (Патріотична партія України)

## Явка
Явка виборців на окрузі: